# Балтім – Абу-Маді
Балтім – Абу-Маді – трубопровідна система, яку спорудили для видачі продукції родовищ групи Балтім, виявлених у єгипетському секторі Середземного моря навпроти центральної частини дельти Ніла.
В 1997 році почалась розробка невеликого офшорного родовища Південний Балтім, платформу якого сполучили з інфраструктурою газопереробного заводу Абу-Мадіза допомогою перемички завдовжки не менше 9 км з діаметром 200 мм.
В 2000-му ввели в експлуатацію головне родовище ліцензійного блоку Балтім – Східний Балтім. Його сполучили перемичкою діаметром 300 мм із родовищем Південний Балтім, втім, основним шляхом транспортування став новий газопровід Східний Балтім – ГПЗ Абу-Маді завдовжки 46 км (з них не менше 25 км офшорна ділянка) з діаметром 600 мм. В одному коридорі з ним проклали трубопроводи для транспортування конденсату та моноетиленгліколю діаметром 100 мм та 75 мм відповідно. 
В 2005-му ввели в розробку родовище Північний Балтім, яке розташоване за 18 км від Східного Балтіму. При цьому видачу продукції облаштували до встановленої на Східному Балтімі платформи по двофазному трубопроводу діаметром 450 мм.
В 2016-му через інфраструктуру блоку Балтім подали першу продукцію родовища Нурос, яке, втім, вже невдовзі отримало власний газопровід до Абу-Маді.